# Real Audiencia de Puerto Príncipe
La Real Audiencia de Puerto Príncipe o bien desde 1868 como Real Audiencia de Camagüey fue un tribunal de la Corona española en la isla de Cuba establecida el 31 de julio de 1800 en la ciudad del mismo nombre, a raíz de la cesión de la parte oriental de la isla La Española a Francia en 1795, por lo cual su Real Audiencia debiera ser transferida a aquella isla. 

## Historia
La Real Audiencia de Puerto Príncipe fue establecida como continuación de la de Santo Domingo el 31 de julio de 1800 en la villa de Santa María del Puerto Príncipe (hoy Camagüey), ya que la parte española de la isla de Santo Domingo fue cedida a Francia en 1795 por el Tratado de Basilea del 22 de julio, previamente se había instalado en Santiago de Cuba desde 1799. 
Al momento de su traslado a Puerto Príncipe tenía jurisdicción sobre la isla de Cuba, la Luisiana, la Florida y la Capitanía General de Puerto Rico. Permaneció en Puerto Príncipe hasta 1808 cuando se la trasladó a La Habana, volviendo luego a Puerto Príncipe.
Un real decreto del 18 de agosto de 1838 limitó su jurisdicción a los departamentos Oriental y Central de la isla de Cuba, ya que por el mismo decreto se creó la Real Audiencia de La Habana para el resto de la isla. Previamente se había creado la de Puerto Rico en 1831 y España había perdido Florida, Luisiana y Santo Domingo.

Artículo 1°: Se erigirá inmediatamente en la Habana una Audiencia con las mismas facultades y categorías que por las leyes de Indias pertenecen á las Audiencias pretoriales (...) 

Artículo 2°: Continuará en Puerto Príncipe la Audiencia que reside actualmente. 

Artículo 3°: El territorio de la Audiencia de Puerto Príncipe quedará limitado á las dos provincias ó departamentos denominados Oriental y Central de la Isla de Cuba, en el último de los cuales están comprendidos los gobiernos de Trinidad y Nueva Colonia Fernandina de Jagua. Lo demás del territorio de la mencionada Isla queda asignado á la Audiencia de la Habana.

Estaba conformada por un regente, cuatro ministros, dos fiscales y dos porteros. El capitán general de la isla de Cuba era el presidente de las dos audiencias cubanas.
La de Puerto Príncipe fue suprimida en 1853 y en el año 1868 fue restablecida pero como Real Audiencia de Camagüey con jurisdicción sobre los departamentos Central y Oriental de Cuba. El 1º de julio de 1871 fue establecida la Real Audiencia de Santiago de Cuba, poco después abolida y reinaugurada el 28 de noviembre de 1898, permaneciendo luego de la independencia de Cuba.